# Skannerup Sogn
 Ikke at forveksle med Skanderup Sogn.
Skannerup Sogn var et sogn i Silkeborg Provsti (Århus Stift).
I 1800-tallet var Skannerup Sogn anneks til Gjern Sogn. Begge sogne hørte til Gjern Herred i Skanderborg Amt. Gjern-Skannerup sognekommune blev ved kommunalreformen i 1970 indlemmet i Gjern Kommune, som ved strukturreformen i 2007 indgik i Silkeborg Kommune.
1.	december 2024 indgik sognet i Gjern-Skannerup Sogn
I Skannerup Sogn ligger Skannerup Kirke.
I Skannerup Sogn findes følgende autoriserede stednavne:
- Amerika (bebyggelse)
- Dalby (bebyggelse, ejerlav)
- Holmstol (bebyggelse, ejerlav)
- Munkgårde (bebyggelse)
- Mølhave (bebyggelse)
- Skannerup (bebyggelse, ejerlav)
- Tinghus (bebyggelse)
- Vedskov (bebyggelse)